# Kragstövel

Karl X Gustavs kragstövel från 1650-talet, från Livrustkammaren.

Kragstövel är en stövel som har en bredare "krage" längst upp. Skaftet är avsett att permanent vara nervikt en bit och på så vis bilda stövelns krage. 
Kragstövlar har främst använts av ryttare i militära sammanhang, men har också förekommit i det civila herrmodet vid flera tillfällen under perioden 1600-1900. Modellen användes företrädesvis av ryttare i strid, och förekom också inom konstridning och utbildning under Senrenässansen och Barocken. 
I modern tid förknippas kragstövlar ofta med 1600- och 1700-talets pirater, genom den romantiserade bild som givits genom filmer under 1900-talet.

## Bilder

Tre par kragstövlar, 1650-tal.
Kragstövel med nedvikt och uppvikt skaft, 1650-tal.
Kragstövel 1700-tal.